# Noor de Jordània
La reina Noor de Jordània o, més propiàment Nur de Jordània (àrab: نور, Nūr, ‘Llum’) (Washington DC, 1951) fou la quarta i darrera esposa del difunt rei de Jordània Hussein I, raó per la qual ostenta el títol de reina vídua.
D'ascendència siriana, anglesa, sueca i escocesa, Noor va néixer el 23 d'agost de 1951 a Washington DC com a Lisa Najeeb Halaby, filla de Najeeb Halaby (1915-2003), director executiu de la Pan Am, i la seva primera muller, Doris Carlquist. Es va llicenciar en arquitectura i urbanisme a Princeton el 1974. Va rebre el Premi Woodrow Wilson pel seu servei públic.

## Família i joventut
La reina Noor va néixer en una família nord-americana siriana-libanesa, com a Lisa Najeeb Halaby a Washington, D.C., Estats Units. És filla de Najeeb Halaby (1915-2003) i Doris Carlquist (1918-2015). El seu pare era pilot de proves experimentals de la Marina, executiu de la línia aèria i funcionari del govern. Va ser ajudant del Secretari de defensa dels Estats Units a l'administració Truman, abans de ser nomenat per John F. Kennedy al capdavant de l'Administració Federal d'Aviació. Najeeb Halaby també va tenir una carrera en el sector privat, exercint de CEO de Pan American World Airways del 1969 al 1972. Els Halabys van tenir dos fills seguint Lisa: un fill, Christian, i una filla menor, Alexa. Es van divorciar el 1977. La seva mare, Doris, era d'origen suec i va morir el 25 de desembre de 2015 als 97 anys.
L'avi patern de Noor, Najeeb Elias Halaby, un siro-libanès que va néixer a Zahle i els seys pares ho van fer a Alep que van exercir com a corredor de petroli, segons els registres del cens del 1920. El comerciant Stanley Marcus, però, va recordar que a mitjans de la dècada de 1920, Halaby va obrir Halaby Galleries, una botiga de catifes i botigues de decoració d’interiors, a Neiman Marcus a Dallas, Texas, i la va dirigir amb la seva esposa, Laura Wilkins (1889). –1987, després senyora Urban B. Koen). Najeeb Halaby va morir poc després, i la seva propietat no va poder continuar la nova empresa.
Segons la investigació feta el 2010 per la sèrie PBS Faces of America del professor Henry Louis Gates Jr., de la Universitat Harvard, el seu besavi, Elias Halaby, va arribar a Nova York cap al 1891, un dels primers immigrants sirians-libanesos a la Estats Units. Va professar la religió cristiana, a més d'haver estat tresorer (magistrat) provincial, com havia dit abans Najeeb Halaby en la seva autobiografia Crosswinds: an Airman's Memoir. Va deixar la Síria otomana amb els seus dos fills grans. La seva dona, Almas Mallouk, i els seus fills restants es van unir als Estats Units el 1894. Va morir tres anys després, deixant els seus fills adolescents, Habib, i Najeeb (el seu avi patern) per dirigir el seu negoci d'importació. Najeeb es va traslladar a Dallas cap al 1910 i es va assimilar plenament a la societat nord-americana.

## Casament i fills
Conegué amb el ja rei Hussein quan ella treballava en l'ampliació de l'aeroport d'Amman. Es casaren el 15 de juny de 1978, en quartes núpcies pel rei jordà. Amb aquesta boda, ella abandonà la religió cristiana i es convertí a l'islam, com a sunnita, rebent el nom de Noor al-Hussain (‘Llum de Hussein’, en àrab). Noor fou la consort de Hussein des del casament fins a la mort del rei, el 7 de febrer de 1999.
La reina Noor i el rey Hussein tingueren quatre fills:
- El príncep Hamzah bin Al Hussein, nascut el 29 de març de 1980.
- El príncep Hashim bin Al Hussein, nascut el 10 de juny de 1981.
- La princesa Iman bint Al Hussein, nascuda el 24 d'abril de 1983.
- La princesa Raiyah bint Al Hussein, nascuda el 9 de febrer de 1986.

Aviat va guanyar poder i influència fent servir el seu paper de consort del rei Hussein i la seva educació en planificació urbana per a tasques benèfiques i millora de l'economia del país, així com per a l'apoderament de les dones en la vida econòmica jordana.
La reina Noor ha col·laborat amb diverses organitzacions internacionals de cooperació per a la resolució de conflictes.
Actualment viu entre Jordània, Washington i Londres, i continua col·laborant amb diferents institucions.